# 하동 법성선원 묘법연화경
하동 법성선원 묘법연화경(河東 法成禪院 妙法蓮華經)은 대한민국 경상남도 하동군 옥종면, 법성선원에 있는 불경이다. 2015년 10월 29일 경상남도의 문화재자료 제599호로 지정되었다.

## 개요
｢묘법연화경((妙法蓮華經)｣은 부처의 40년 설법을 집약하는 정수를 담고 있는 경전이다. 일명 ｢법화경(法華經)｣의 한역본으로 중국 요진(姚秦) 시대인 406년경에 처음으로 구마라집(鳩摩羅什)에 의하여 한역(漢譯)된 것으로 알려져 있다.
이 책은 ‘3권(卷5~7) 1책’의 목판본(木板本)으로, 제첨 서명은 ‘묘법연화경(妙法蓮華經)’으로 확인된다. 권수제(卷首題)는 ‘묘법연화경’(妙法蓮華經)이며 판심제(版心題)는 ‘묘법(妙法)’으로 확인된다. 판식(版式)은 사주단변(四周單變)에, 반곽(半郭)의 크기는 세로26.7cm에 가로16.9cm이며, 계선이 없고(無界), 10행(行) 18자(字)로 배열되어 있다.
권말 표지이면에 ‘皇明弘治六年歲在癸丑仲春…’이라는 기록이 있어 1493년에 발문을 썼다는 것을 알 수 있다.
따라서 귀중본의 기준이 되는 ‘1592년’ 이전에 판각된 중요한 자료이다.

## 참고 자료
- 하동 법성선원 묘법연화경 - 국가유산청 국가유산포털